# Elastaza
U molekularnoj biologiji, elastaza je enzim iz klase proteaza (peptidaza) koje razlažu proteine.

## Forme i klasifikacija
Postoji osam ljudskih gena za elastaze:
| Familija             | Simbol gena | Simbol gena | Ime proteina                                   | Ime proteina            | EC broj      |
| Familija             | Odobreno    | Prethodno   | Odobreno                                       | Prethodno               | EC broj      |
| -------------------- | ----------- | ----------- | ---------------------------------------------- | ----------------------- | ------------ |
| himotripsinu- slična | CELA1       | ELA1        | himotripsinu-slična familija elastaza, član 1  | elastaza 1, pankreasna  | EC 3.4.21.36 |
| himotripsinu- slična | CELA2A      | ELA2A       | himotripsinu-slična familija elastaza, član 2A | elastaza 2A, pankreasna | EC 3.4.21.71 |
| himotripsinu- slična | CELA2B      | ELA2B       | himotripsinu-slična familija elastaza, član 2B | elastaza 2B, pankreasna | EC 3.4.21.71 |
| himotripsinu- slična | CELA3A      | ELA3A       | himotripsinu-slična familija elastaza, član 3A | elastaza 3A, pankreasna | EC 3.4.21.70 |
| himotripsinu- slična | CELA3B      | ELA3B       | himotripsinu-slična familija elastaza, član 3B | elastaza 3B, pankreasna | EC 3.4.21.70 |
| himotripsin          | CTRC        | ELA4        | himotripsin C (kaldekrin)                      | elastaza 4              | EC 3.4.21.2  |
| neutrofil            | ELANE       | ELA2        | neutrofilna elastaza                           | elastaza 2              | EC 3.4.21.37 |
| makrofag             | MMP12       | HME         | makrofagna metaloelastaza                      | makrofagna elastaza     | EC 3.4.24.65 |

Bakterijske forme: Organizmi poput P. aeruginosa takođe formiraju elastate, i one se smatraju faktorom virulencije.

## Literatura
- Nicholas C. Price; Lewis Stevens (1999). Fundamentals of Enzymology: The Cell and Molecular Biology of Catalytic Proteins (Third изд.). USA: Oxford University Press. ISBN 019850229X.
- Eric J. Toone (2006). Advances in Enzymology and Related Areas of Molecular Biology, Protein Evolution (Volume 75 изд.). Wiley-Interscience. ISBN 0471205036.
- Branden C; Tooze J. Introduction to Protein Structure. New York, NY: Garland Publishing. ISBN 0-8153-2305-0.
- Irwin H. Segel. Enzyme Kinetics: Behavior and Analysis of Rapid Equilibrium and Steady-State Enzyme Systems (Book 44 изд.). Wiley Classics Library. ISBN 0471303097.